# Hila Korach
Hila Korach, född 2 mars 1984 i Tel Aviv, är en israelisk journalist, programledare, radiopresentatör och läkare.

## Biografi
Korach startade sin karriär i media under sin tjänst på armén vid radiostationen Galei Tzahal och fortsatte med att bli chef för nyhetsavdelningen. Hon har arbetat på flera tv-nätverk, inklusive Kanal 10, och har redigerat och presenterat radio nyhetsartiklar.
Hon har en kandidatexamen i psykologi och statsvetenskap. Hon har också en magisterexamen i diplomati. och 2017 en läkarexamen..
Från och med 2007 har hon varit värd för morgonskådningen "HaOlam HaBoker" vid sidan av Avri Gilad (tidigare: Reshet Al HaBoker), på Israels kanal 2 och i november sänds den på israelskanalen 13. Korach och Gilad vann första pris för "Green Light for the Media" -priset för 2008 och donerade sitt pris på 10 000 NIS till "non-profitorganisationen" Kavim Umachashavot för att främja medvetenheten om Attention Deficit Hyperactivity Disorder.
Under 2009 var Korach väd för en tv-serie om bröllop på livskanalen. Hon var värd för kvällsprogrammet "Ulpan Layla" på kanal 2 mellan 2010 och 2011.
Från och med 2010 är Korach värd för det dagliga TV Vetenskapsprogrammet "Galileo" på Israels utbildnings-tv-kanal, som också sändes på kanal 2..
Korach skriver en veckokolumn i tidningen "Maariv Sofshavua".
Hon är gift med Dror Schlafman och de har tre barn.